# Valentino Fiévet
Valentino Moisés Fiévet Mennesson (Huesca, Aragón, España, 14 de febrero de 1991) es un exfutbolista español. Canterano de la Sociedad Deportiva Huesca, se desempeñaba como delantero centro.

## Trayectoria
Valentino Moisés Fievet, de origen francés, formado en la cantera de la S. D. Huesca debutó con el primer equipo en la temporada 2009-2010. En 2009 el jugador marcó 27 goles como segundo delantero del juvenil, donde vivió un año especial por el ascenso del juvenil después de siete años a la división de honor.
Aún en edad juvenil y con solo 17 años, consigue debutar con el primer equipo ante el Girona un 20 de junio de 2008. Siendo uno de los jugadores más jóvenes en debutar en la categoría. Desde entonces se incorpora al primer equipo, realizando las pretemporadas finalizando en todas ellas como máximo goleador. Pero el posterior fichaje de jugadores de gran calibre y experiencia, sumados a las exigencias de un club que no quería descender, le corta el paso y las opciones de jugar.
Tras dos inoportunas lesiones es cedido por el Huesca a Sabiñanigo y Almudevar, este último filial vinculado al Huesca. Ambos equipos pertenecientes a la tercera división aragonesa. Con el Sabiñanigo participa solo en la parte final de la temporada como recuperación y no tiene apenas protagonismo.
En el Almudevar en la temporada 2012-13, hace un gran año en un equipo que se salva del descenso en las últimas jornadas marcando nueve tantos, lo que tiene mucho mérito, tratándose de un equipo de la parte baja de la tabla. Finalizado su contrato con el Huesca, Valentino buscó un nuevo rumbo a su vida deportiva en el Extremadura y Barbastro, sin embargo una vez terminada la temporada se retira definitivamente del fútbol.
Actualmente se dedica a la ganadería y la política como concejal de festejos del pueblo de Seira La Ribagorza.

## Clubes
| Club              | País   | Año         |
| ----------------- | ------ | ----------- |
| S. D. Huesca      | España | 2009 - 2011 |
| A. D. Sabiñánigo  | España | 2011 - 2012 |
| A. D. Almudévar   | España | 2012 - 2013 |
| Extremadura U. D. | España | 2013        |
| U. D. Barbastro   | España | 2014        |